# Rachel Ward
Rachel Claire Ward (Cornwell, Oxfordshire, Anglia, 1957. szeptember 12. – ) angol arisztokrata születésű modell, színésznő, filmrendező, forgatókönyvíró, televíziós műsorszerkesztő. Ausztráliában és az Egyesült Államokban él és dolgozik. A tövismadarak című romantikus amerikai filmsorozat női főszerepével szerzett világhírnevet, alakításáért 1983-ban Golden Globe-díjra jelölték. Bryan Brown ausztrál színész felesége. Jószolgálati munkásságáért 2005-ben megkapta az Ausztrália Rendje kitüntetést.

## Élete

### Származása, ifjúsága
A közép-angliai Oxfordshire megyei Cornwellben, Chipping Norton közelében született. Apja a nemesi címet viselő (Honourable) Peter Alistair Ward, anyja Claire Leonora Baring. Apai nagyapja William Ward, Dudley 3. grófja, Ednam őrgrófja (1894–1969) volt, anyai nagyapja Giles Baring krikettjátékos. 
Apai ági dédapja, William Ward, Dudley 2. grófja (1867–1932) volt, aki 1895–1902 között kereskedelmi miniszterként szolgált Lord Salisbury (1830–1903) brit miniszterelnök harmadik kormányában, 1905–1905 között Írország brit helytartója, majd 1901–1911 között Ausztrália negyedik brit főkormányzója volt.
Rachel Ward testvérhúga Tracy Louise Ward (*1958), egykori színésznő, környezetvédelmi aktivista, aki 1987-ben Henry Somersetnek, Beaufort 12. grófjának felesége lett, esküvőjükön részt vett Diána walesi hercegné és Károly walesi herceg is. (A Beaufort hercegi pár 2018-ban elvált, három gyermekük a Worcester őrgrófja címet örökölte, az elvált hercegné színésznőként Tracy Worcester néven szerepelt).
Rachelt kitűnő magániskolákba járatták. A gloucestershire-i Hatheropban a Hatherop Castle School elvégzése után a Byam Shaw képzőművészeti akadémiára járt a nyugat-londoni Kensingtonban.

### Színészi pályája
Tizenhat évesen otthagyta az iskolát, manöken és fotómodell lett.
1977-ben az Egyesült Államokba költözött, hogy hollywoodi színésznő lehessen. 1981-ben kisebb szerepet kapott a Dinasztia (Dynasty); tévésorozat egyik epizódjában. Ugyanebben az évben játszotta első nagy filmszerepét a Bukott zsaru című amerikai bűnügyi thrillerben, a rendező-főszereplő Burt Reynolds és Vittorio Gassman oldalán. Alakításáért az év legjobb színésznő felfedezettjének járó Golden Globe-díjra jelölték.
1982-ben főszerepet játszott Carl Reiner rendező Halott férfi nem hord zakót című amerikai krimiparódiájában, Steve Martin partnereként. 1983-ban nemzetközi ismertséget szerzett Daryl Duke rendező A tövismadarak című tévédráma-sorozatának női főszerepében, Richard Chamberlain, Barbara Stanwyck és Christopher Plummer mellett. A Tövismaradak 1982-es forgatása közben ismerte meg Bryan Brown ausztrál színészt, aki szintén szerepelt a sorozatban. 1983-ban Ward feleségül ment Brown-hoz és követte őt Ausztráliába. 
Ward és Brown néhány későbbi filmben együtt szerepelt, így Ken Cameron ausztrál rendező 1987-es A hűség határai (The Good Wife) című filmdrámájában.
1984-ben újabb figyelemre méltó főszerepet alakított Taylor Hackford amerikai rendező Széllel szemben című bűnügyi thrillerfilmjében, ahol a femme fatale-ként Jeff Bridges-t és James Woods-t ösztökélte egymás elleni kegyetlen élet-halál harcra. (A forgatókönyv alapja Daniel Mainwaring (írói álnevén Geoffrey Homes) 1946-os Build My Gallows High című bűnügyi kalandregénye volt, maga az 1984-es film Jacques Tourneur rendező 1947-es Kísért a múlt című romantikus thrillerének remake-je volt, amelyben Robert Mitchum és Kirk Douglas küzdött egymással Jane Greer kegyeinek elnyeréséért). 1991-ben Tommy Lee Wallace rendező Hullámsírban című pszichothrillerében is hasonó jellegű szepet játszott Richard Crenna társaságában, egy trópusi szigeten elkövetett gyilkosság tisztázatlan szereplőinek egyikét, akit ügyvédje (Josh Brolin) jóvoltából sikeresen felmentenek a vád alól, csak férfibarátját ítélik el gyilkosságért. A film egy 1974-es valós bűnügyi nyomozást és pert dolgoz fel, melyet a nő valódi védőügyvédje (Vincent Bugliosi) 1991-ben azonos című dokumentumregényben dolgozott fel.
2000-ben Ward újabb romantikus főszerepet játszott Russell Mulcahy ausztrál rendező Veszélyes jövő (On the Beach) című disztopikus filmdrámájában (Stanley Kramer 1959-es Az utolsó part c. filmjéenk remake-jében) a magányos Moira Davidson szerepében, akinek szívéért egy amerikai tengerésztiszt (Armand Assante) és egy elhagyott ex-férj (akit Ward valódi férje, Bryan Brown alakít) versenyeznek egymással, a nukleáris világpusztulás utolsó napjaiban. 2000 után Ward visszatért az Egyesült Államokba, ahol filmrendezéssel és forgatókönyvírással is elkezdett foglalkozni. Későbbi szerepei közül említendő Jeremy Kagan rendező 2002-es A szeretet ereje című tévéfilm-drámája, amely egy leszbikus párkapcsolat konfliktusáról szól, Bernadette Peters broadway-i színésznő és az angol Thomas Sangster közreműködésével.

### Közéleti tevékenysége
Különféle fórumokon Ward aktívan lobbizik a társadalmi igazságosság tudatossá tétele érdekében, a hátrányos helyzetű személyek és a veszélyeztetett fiatalok mentorálásáért, jogaik és érdekeik képviseletéért. Emellett aktívan dolgozik az ausztráliai filmipar és televíziós műsorgyártás támogatásáért. Jószolgálati és közéleti munkáját elismerve 2005. június 16-án az Ausztrália Rendje kitüntetés tagi fokozatát (AM) adományozták neki.

### Magánélete
Miután 1977-ben az Egyesült Államokba költözött, egy ideig viszonyt folytatott David Kennedyvel (*1955), az 1968-ban meggyilkolt Robert F. Kennedy amerikai szenátor egyik fiával.
1983-ban Ward összeházasodott Bryan Brown ausztrál színésszel, akivel A tövismadarak sorozat amerikai forgatásán ismerkedett meg. A házaspár Ausztráliába költözött. Három gyermekük született, Rosie, Matilda és Joe Brown. Egyikük, Matilda Brown (*1987) szintén színésznő lett.

## Főbb filmjei

### Filmszerepei
- 1979: Christmas Lilies of the Field; tévéfilm; Jenny
- 1981: Dinasztia (Dynasty); tévésorozat; egy epizódban; Edna MacReady
- 1981: Night School; Eleanor
- 1981: Bukott zsaru (Sharky’s Machine); Dominoe
- 1982: Halott férfi nem hord zakót (Dead Men Don't Wear Plaid); Juliet Forrest
- 1983: A tövismadarak (The Thorn Birds); tévé-minisorozat; Meggie Cleary
- 1983: The Final Terror; Margaret
- 1984: Széllel szemben (Against All Odds); Jessie Wyler
- 1985: A különös erőd (Fortress); Sally Jones
- 1987: Hotel Colonial; Irene Costa
- 1987: A hűség határai (The Good Wife); Marge
- 1989: Eladó az egész világ! (How to Get Ahead in Advertising); Julia
- 1989: Shadow of the Cobra; tévé-minisorozat; Chris Royston
- 1990: Sötétség után, kedvesem (After Dark, My Sweet); Fay
- 1991: Hullámsírban (And the Sea Will Tell); tévéfilm; Jennifer Jenkins
- 1992: Black Magic; tévéfilm; Lillian Blatman
- 1992: Kolumbusz, a felfedező (Christopher Columbus: The Discovery); Kasztíliai Izabella királyné
- 1992: Kétszeres kockázat (Double Jeopardy); tévéfilm; Lisa Burns Donnelly
- 1992: Torz tükör (Double Obsession); nagymama
- 1993: Széles Sargasso-tenger (Wide Sargasso Sea); Annette Cosway
- 1994: Pokoli hegycsúcs (The Ascent); Patricia
- 1996: Twisted Tales; tévésorozat; egy epizódban; Sara
- 1997: My Stepson, My Lover; tévéfilm; Caitlin Cory
- 1999: A szerelem földje (Seasons of Love); tév-minisorozat; Kate Linthorne
- 2000: Veszélyes jövő (On the Beach); tévéfilm; Moira Davidson
- 2001: Megtartani mindenáron (And Never Let Her Go); tévéfilm; Christine Sheve
- 2002: A szeretet ereje (Bobbie’s Girl); Roberta Langham
- 2002: Ítéletlovasok (Johnson County War); tévé-minisorozat; Queenie
- 2006: Feketeszakáll és a Karib-tenger kalózai (Blackbeard); tévé-minisorozat; Sally Dunbar
- 2006: Monarch Cove; tévésorozat; összes epizódban; Arianna Preston
- 2007: Titkok vidéke (Rain Shadow); tévé-minisorozat; Kate McDonald
- 2016: The Death and Life of Otto Bloom; Ada
- 2018: Nyúl Péter (Peter Rabbit); animációs film; Péter anyja (hang)
- 2022: Darby and Joan; tévésorozat; egy epizódban; angol bemondó hangja

### Filmrendező, forgatókönyvíró
- 2003: Martha’s New Coat; rendező
- 2006: Túlvilági történetek (Two Twisted); tévé-minisorozat; egy epizód rendezője
- 2009: Gyönyörű Kate (Beautiful Kate); rendező és forgatókönyvíró
- 2010: Veszett ügyek (Rake); tévésorozat; 2 epizód rendezője
- 2012: The Straits; tévé-minisorozat; 3 epizód rendezője
- 2013: Az engedetlen katona ( An Accidental Soldier); tévéfilm; rendező
- 2018: Devil’s Playground; tévé-minisorozat; 3 epizód rendezője
- 2019: Palm Beach; rendező és forgatókönyvíró
- 2023: Rachel’s Farm; rendező és forgatókönyvíró
- 2025: Darby and Joan; tévésorozat, 2 epizód rendezője